# Anni Anderson
Anni Anderson pseudoniem van Regina Hendrickx (Geel, 4 juni 1938 – Deurne, 5 juni 2014), was een Belgische actrice en zangeres.

## Levensloop
In 1955 won ze de allereerste editie van het BRT-televisieprogramma Ontdek de ster. Daarna speelde ze een hoofdrol in twee komedies van Jef Bruyninckx: Wat doen we met de liefde? en Het geluk komt morgen. In 1959 had ze met De accordeon een hit in Vlaanderen.
Ze veranderde haar artiestennaam in Anni Anderson en begon aan een internationale carrière. Ze trok naar de Verenigde Staten, waar ze een aantal jaren optrad in Las Vegas, en had nadien in de jaren '60 een show in Londen, waarin ze de Vlaamse crooner Maurice Dean uitnodigde. De twee werden een duo en trouwden. Ze reisden de wereld rond met de Dean-Anderson Show, met een repertoire van hoofdzakelijk evergreens, muziek uit Broadway-musicals en andere populaire liedjes. Ze traden op met internationaal bekende orkesten, onder meer dat van James Last, Bert Kaempfert, the Skymasters en het Metropole Orkest. Ze traden ook op op cruiseschepen.
In 2010 stopte Anderson met optreden, maar haar man bleef wel nog actief. Hij trad onder meer op met begeleiding van het Willy Claes Quartet onder de titel Anti-Rimpeltour.
Anni Anderson overleed op 5 juni 2014 op 76-jarige leeftijd.

## Discografie[7][8][9]

### Singles
- Wat doen we met de liefde?
- Ik zal je nooit vergeten (1957)
- Jive Fever (ft. Maurice Dean)
- Say hello to yesterday (1984, ft. Maurice Dean)
- The Must of the 50's (1984, ft. Maurice Dean)
- Latin dance mix (1984, ft. Maurice Dean)
- Latin dance medley (1988, met Los Cucarachas)[10]

### Albums
- Anni Anderson
- What I did for love (1977)
- Say hello to yesterday (1984, ft. Maurice Dean)
- The golden must (ft. Maurice Dean)

## Cinematografie
- Wat doen we met de liefde? (1957)
- Het geluk komt morgen (1958)